# John Deyle
John Eddy Deyle (* 6. Juli 1954 in Rochester, New York; † 22. Juni 2023 in Mount Kisco, New York) war ein US-amerikanischer Schauspieler.

## Leben
Deyle war der Sohn von John Deyle und Wanda Eddy Deyle; er hatte eine Schwester namens Kathryn. Er besuchte die Irondequoit High School, wo er das erste Mal mit der Schauspielerei in Berührung kam. 1976 erwarb er einen Bachelor of Fine Arts-Abschluss an der University of North Carolina, School of the Arts, und zog nach New York City.
Von 1991 bis zu seinem Tod war er mit der Kunstschriftstellerin und Kuratorin Rebecca Paller verheiratet; das Paar hatte einen Sohn namens Oleg.
John Deyle starb im Alter von 68 Jahren an den Folgen von Speiseröhrenkrebs und wurde von seiner Frau, seinem Sohn und seiner Schwester überlebt.

## Karriere
Ende 1978 sprach er für das Musical I Remember Mama von Richard Rodgers vor. Der Texter des Musicals, Martin Charnin, sagte zu ihm: „Du bist die Falsche für diese Show, aber wir könnten dich in Annie gebrauchen.“ Kurze Zeit später erhielt er einen Anruf von einem Agenten, der ihm einen Vertrag anbot. Er gab schließlich sein Broadway-Debüt im März 1979 an der Seite von Sarah Jessica Parker in der Titelrolle; er spielte die Figuren Louis Howe, Fred McCracken und Bert Healy. Im Laufe der Zeit war er in zahlreichen weiteren Bühnenstücken und Musicals am Broadway und Off-Broadway in New York City zu sehen, so 1980 in der Neuauflage des Broadway-Musicals Camelot am New York State Theatre mit Richard Burton in der Hauptrolle sowie in den nachfolgenden US-amerikanischen und australischen Tourneen des Musicals an der Seite von Richard Harris.
Zwischen 2001 und 2004 spielte er Senator Fipp in dem Musical Pinkelstadt, zuerst am Off-Broadway und später am Henry Miller’s Theatre am Broadway.
Neben der Arbeit auf der Bühne war Deyle auch vor der Kamera zu sehen. Eine wiederkehrende Rolle hatte er zudem als Mr. Science, der ständig Experimente scheitern lässt, in der ersten Staffel der Late Night with Conan O’Brien. Außerdem war er ab den 1980er Jahren – über 30 Jahre lang – in über einhundert Fernsehwerbespots zu sehen, von Werbung für Erdnussbutter, über Staubsauger bis hin zu Haarfärbemittel für Männer; daher scherzte er in einem Interview, dass diese sein eigentlicher „Brot und Butter“-Job seien.
Im deutschen Sprachraum wurde Deyle unter anderem von Franz Rudnick synchronisiert.

## Filmografie (Auswahl)
- 1987: Wall Street
- 1996: Davor und danach – Nichts ist, wie es war
- 1997–1998: Frontline (Sprecher; Dokumentationsreihe)
- 1998: Familiensache
- 1999: Wirey Spindell
- 2001: Law & Order (Fernsehserie)
- 2009: Good Wife (Fernsehserie)
- 2011: Law & Order: Special Victims Unit (Fernsehserie)
- 2013: Tio Papi
- 2014: Wie schreibt man Liebe? (The Rewrite)

## Theater (Auswahl)
- 1977–1983: Annie (Alvin Theatre / ANTA Playhouse / Eugene O’Neill Theatre / Uris Theatre, Broadway, New York City)[7][8]
- 1980: Camelot (New York State Theatre, Broadway, New York City)[7][8]
- 1987: The Little Rascals[10]
- 1990: Merrily We Roll Along[10]
- 1995: Pal Joey (Off-Broadway, New York City)[10]
- 1996: How to Succeed in Business Without Really Trying (Tourneetheater)
- 1998–2000: Footloose (Richard Rodgers Theatre, Broadway, New York City)[7][8]
- 2001–2004: Pinkelstadt (Off-Broadway und Henry Miller’s Theatre, Broadway, New York City)[7][8][10]
- 2006: Die Romanticker (Off-Broadway, New York City)[10]